# TuXedoo
tuXedoo ist eine österreichische Band. Ihre Musik lässt sich dem Genre Metalcore mit Thrash-Metal-Einflüssen zuordnen.

## Geschichte
2005 wurde die damals noch dreiköpfige Band in Mattighofen, Oberösterreich ins Leben gerufen.
Der Name der Band ist zufällig entstanden und hat keinen besonderen Hintergrund. Im September 2015 wurde der Bandname von tuXedo mit einem „o“ zu Tuxedoo mit Doppel–„o“ geändert.
Nachdem die Band 2008 ihre erste EP Schizophrenia veröffentlicht hatte, kam ein neuer Schlagzeuger zur Band. Nach der im Jahr 2010 erschienenen zweiten EP mit dem Titel Fight wuchs die Band um einen zweiten Gitarristen.
2012 spielte die Band als Support für Ektomorf bei ihrer Black Flag Tour 2012. 2014 wurde die Band auf Platz 2 in einem Voting zur beliebtesten österreichischen Band gewählt.

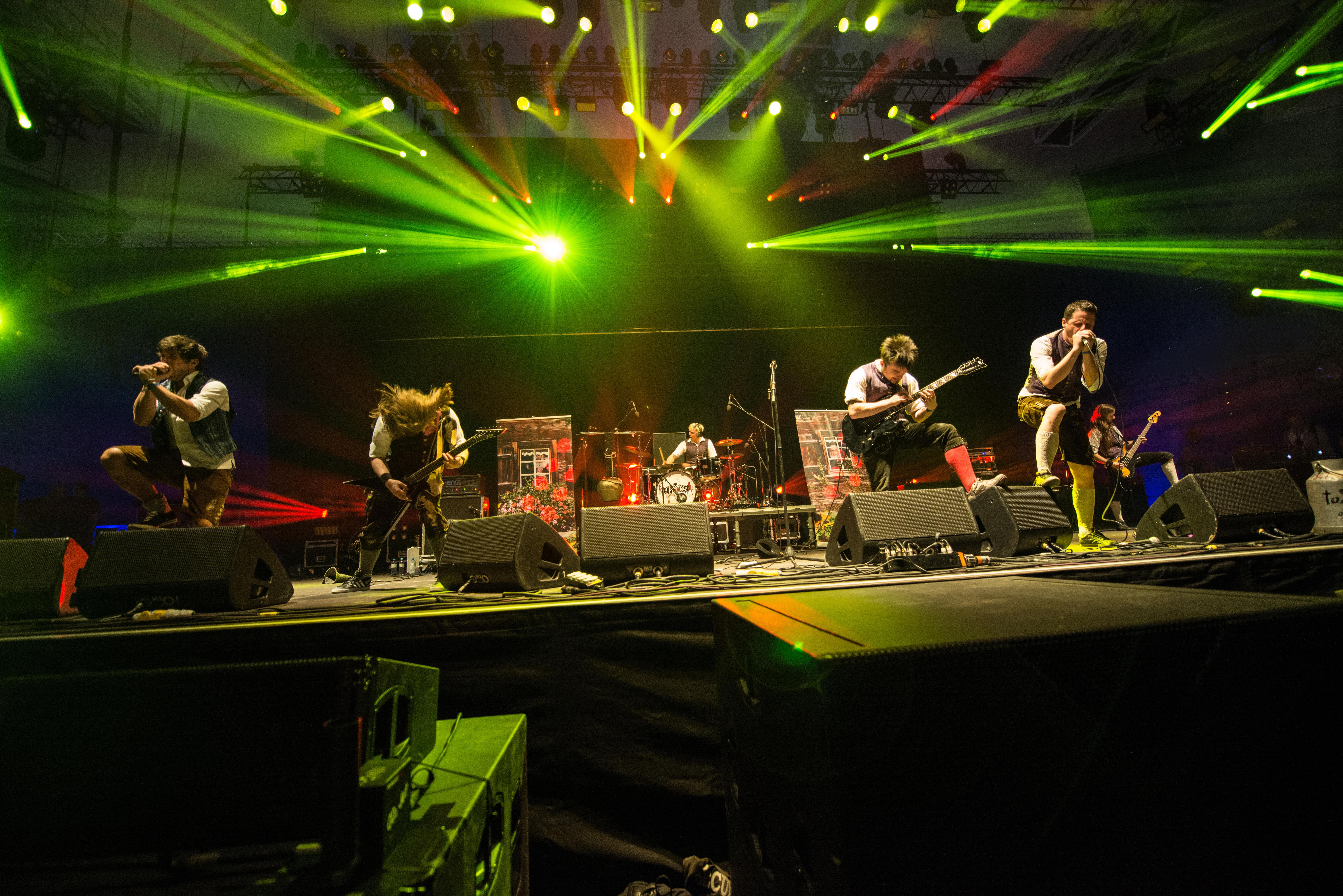
tuXedoo am Rockavaria 2015

2015 gewannen Tuxedoo den Newcomer-Contest des Rockavaria-Festivals, und gewannen dadurch einen Auftritt beim Festival selber.
Seit 2015 sind die Österreicher bei Global Concerts unter Vertrag, welche das Management sowie das Booking übernommen haben.
Am 1. April 2016 erschien ihr zweites Album Tales from the Rock Mass über Alpencore Records/Sony Music.
Insgesamt spielten sie bisher mehr als 200 Konzerte in Österreich, Deutschland, Kroatien, Slowenien, Italien, Tschechien und der Slowakei, darunter 2016 auf einigen großen europäischen Rock-Open-Airs wie dem Rockavaria in München, dem Rock in Vienna auf der Donauinsel, dem Schweizer Sonisphere, auf dem Wacken Open Air sowie dessen Winterableger Full Metal Mountain.
2017 spielte tuXedoo als direkter Support auf der “Brand New Breed” - Tour von Dog Eat Dog.
Es folgten erneut Auftritte am Wacken Open Air und dem Full Metal Mountain, With Full Force, Reload Festival und den Hamburg Metal Days.
Mit dem Release der Single “Perchtenzeit” folgte eine kleine Tour, die passend zur Single von einer Perchtengruppe (Wallerner Trattnachteufel) begleitet wurde.
2018 folgten die Singles “Like A Bomb” und “Sanctuary” sowie Auftritte am Nova Rock und dem Rockavaria in München.
2019 konzentrierte man sich auf das Songwriting und spielte nur vereinzelt Auftritte. U.A. am Area 53 Festival und dem W.O.A.
Ab April 2019 war Uli Meisinger der neue Schlagzeuger, nachdem Christopher “Dü” Till im Oktober 2018 seinen Abschied bekannt gab.
Im Februar 2020 erfolgte der Release des 3ten Albums “Unfold Your Brain”, welches durch die Corona-Pandemie nicht den erwarteten Erfolg einbrachte.
In dieser Zeit gab Christoph “Kiwi” Kiebe seinen Abschied bekannt und die Band machte zu fünft weiter, wobei Mike und Hons sich den Gesang von Kiwi aufteilten und Mike von der Gitarre zur Percussion wechselte.
Nachdem in den Jahren 2021 und 2022 einige der Shows von 2020 nachgeholt wurden, veröffentlichte die Band im Sommer 2023 die Single “Jump Around” (Metalcover, Originalinterpret: “House Of Pain”).
Im Oktober 2023 folgte Dominik Köchl am Schlagzeug.
Am 7. Oktober 2024 wurde die Single "Shifting Away" veröffentlicht.

## Stil
Passend zu ihrer Herkunft spielt Tuxedoo nach eigener Aussage „Alpencore“. Die Songtexte werden von Mike, Hons, Kopal und Kiwi geschrieben und waren bis 2016 auf Englisch. Bei der im November des Jahres erschienenen Single Perchtenzeit ist der Text in österreichischer Mundart.
In ihren Anfängen orientierte sich die damals noch dreiköpfige Band stilistisch in Richtung Alternative Metal/Crossover. Ab dem Jahr 2008 veränderte Tuxedoo ihren Stil immer mehr in Richtung Metal.

## Merkmale
Heute zählt Tuxedoo fünf Mitglieder und macht es sich nach eigener Aussage zur Aufgabe, den „Original Austrian Alpencore“ in die Welt hinauszutragen und zu leben. Dazu gehört es auch, bei den Auftritten traditionelle Outfits und Lederhosen zu tragen.
Als ständiger Begleiter der Band fungiert ein Showman als Mitch Buchannon (Song: I’m Always Here), Percht (Song: Perchtenzeit), Scooter (Song: How Much Is The Fish)
Als Besonderheit bei Auftritten der Band hat sich der „Fleischberg“ etabliert: das Publikum wirft sich wie bei einem Torjubel aufeinander und bildet einen Haufen. Beim Nova Rock Festival hat sich so ein über zwei Meter hoher Berg gebildet, von dem Leute an der Seite wieder herunterfielen. Dies wurde, trotz des geringen Bekanntheitsgrades der Band, sogar von der lokalen Presse aufgegriffen.

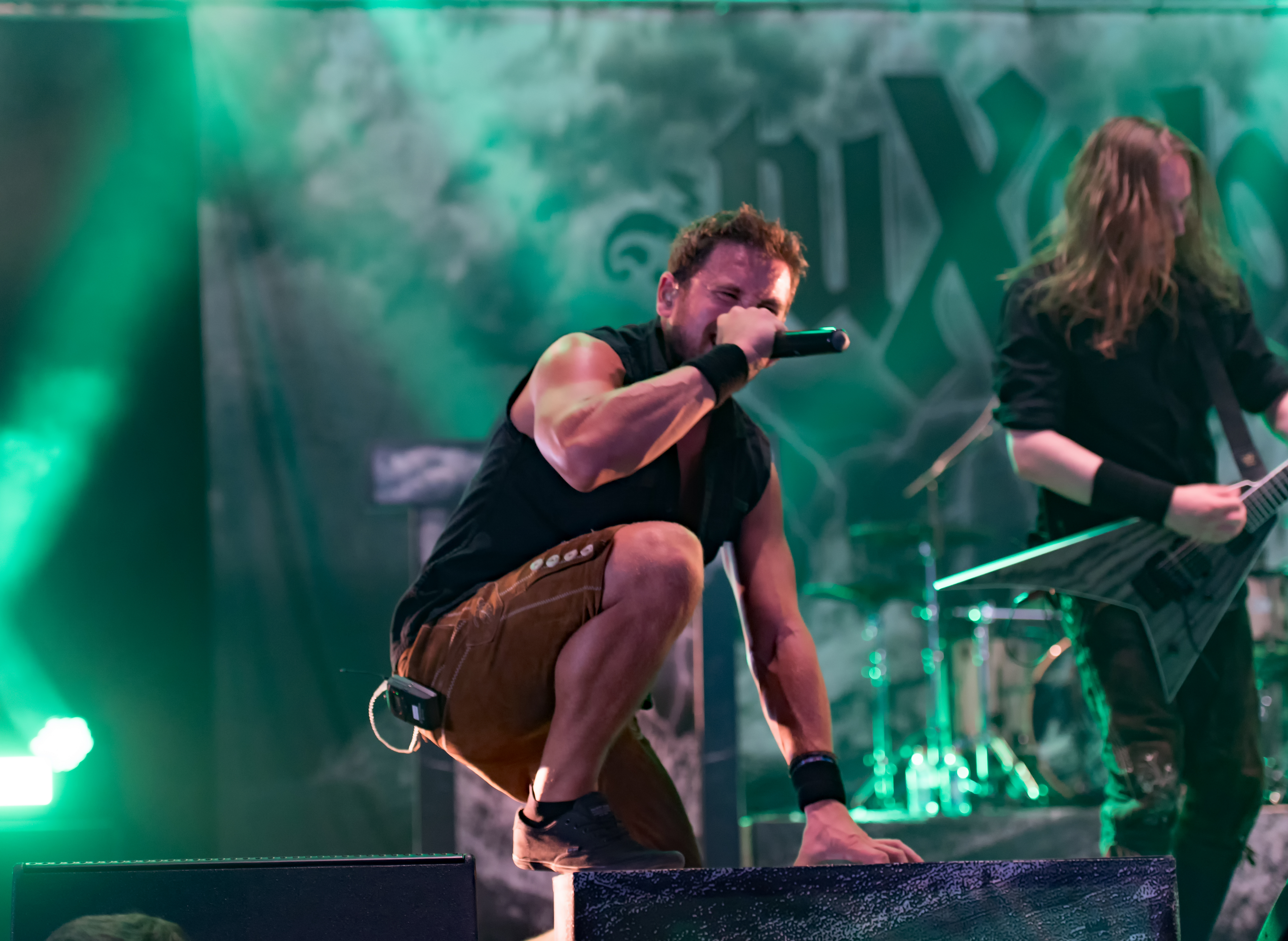
Hons 2018
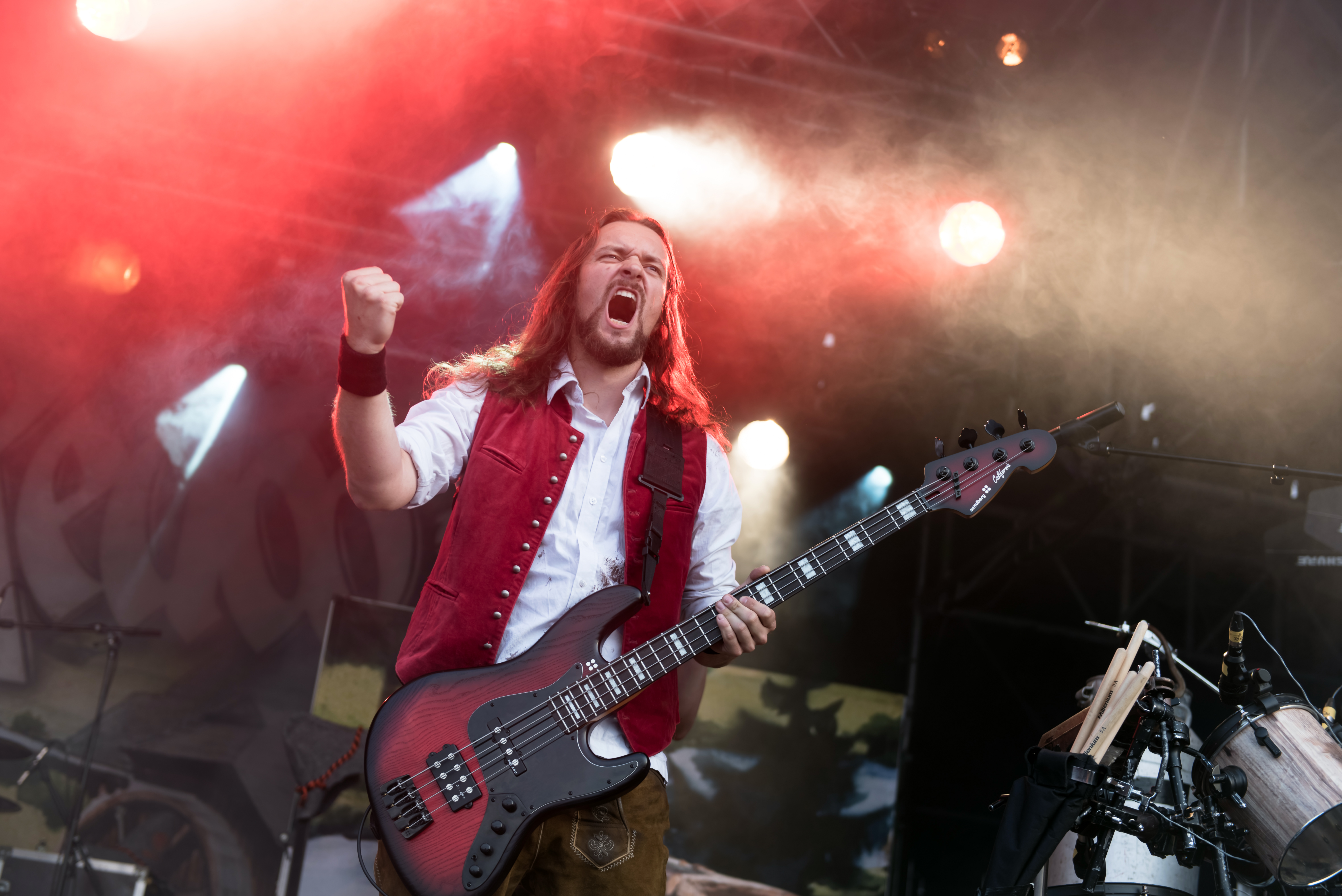
Patrick 2017
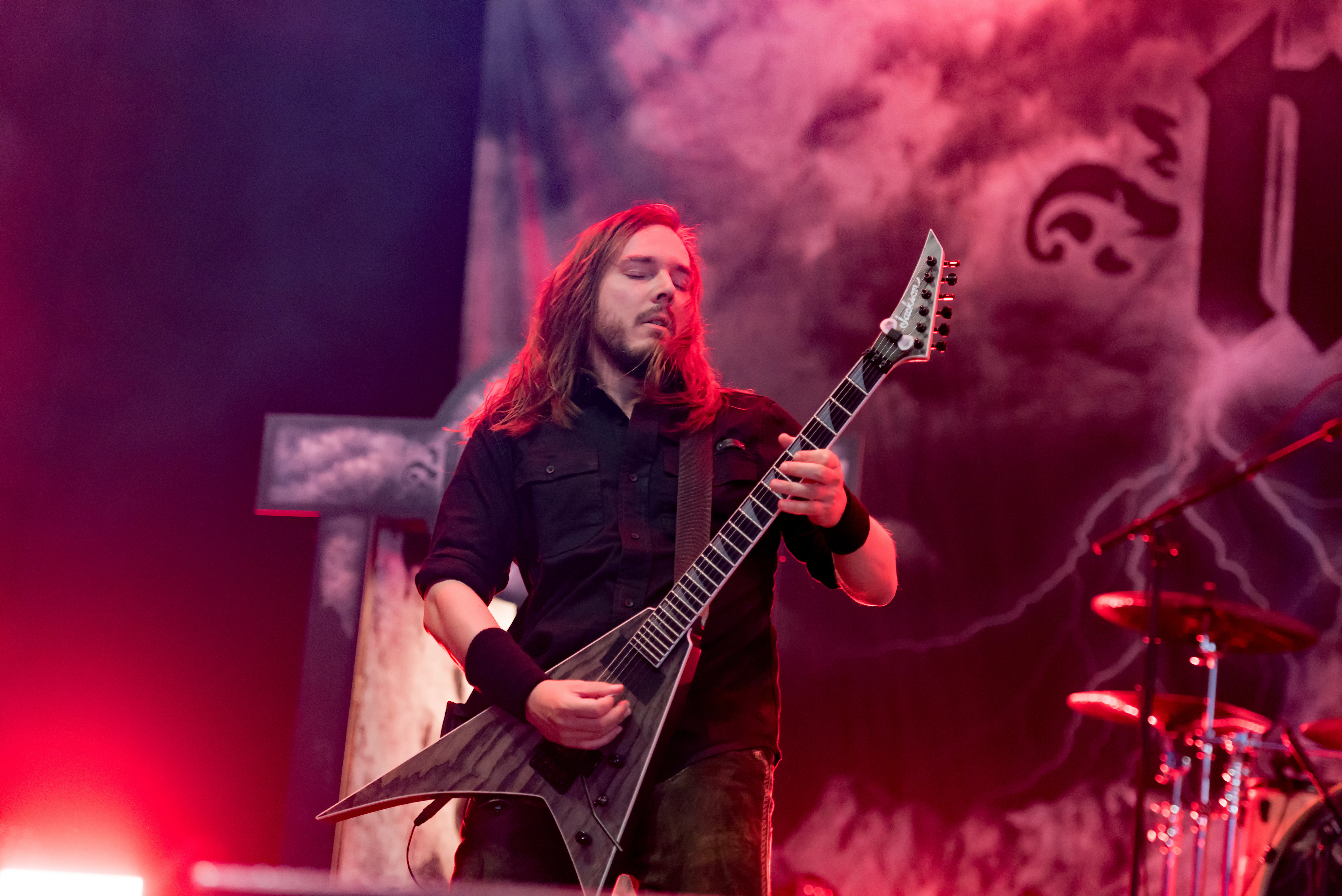
Marc 2018
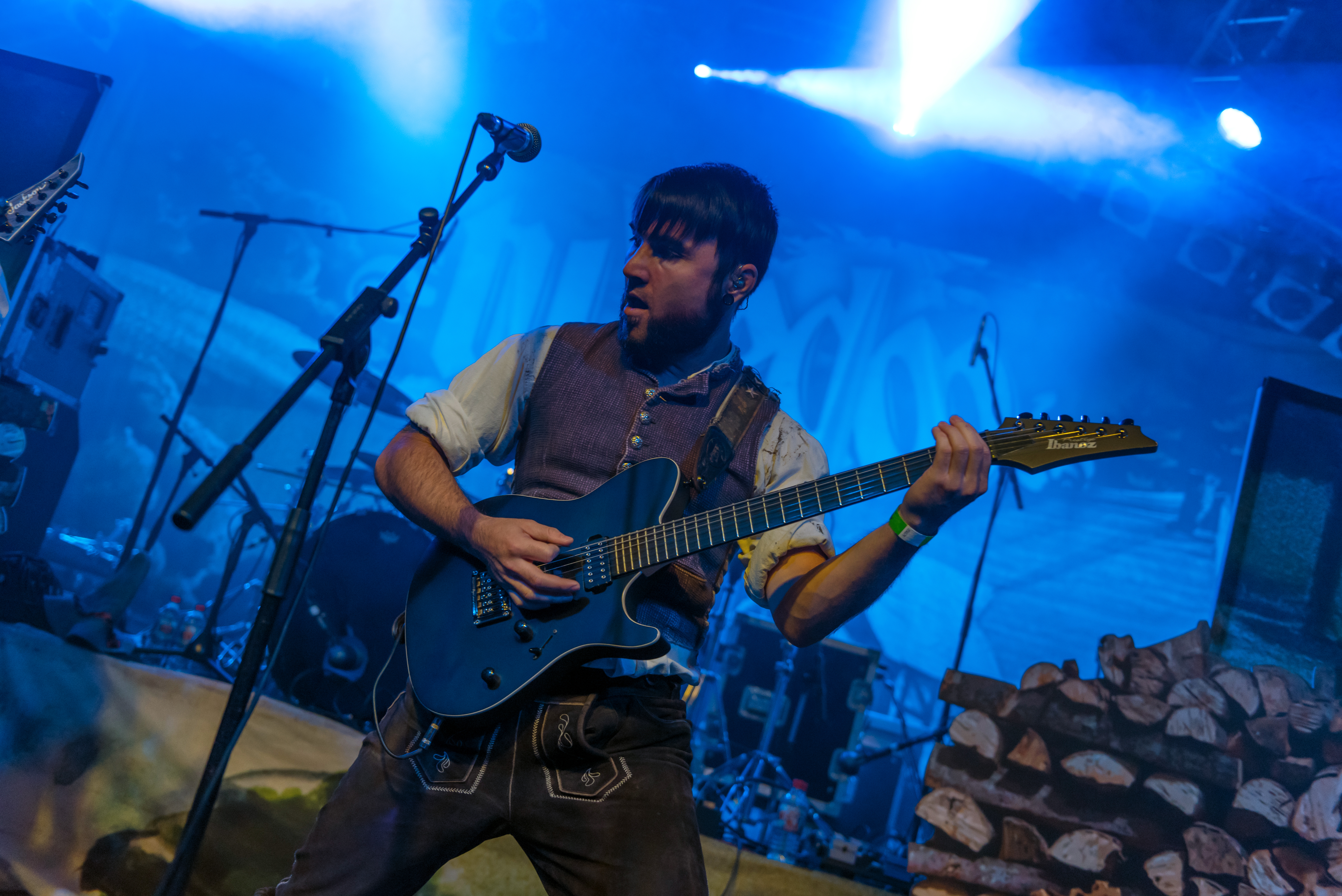
Mike 2017
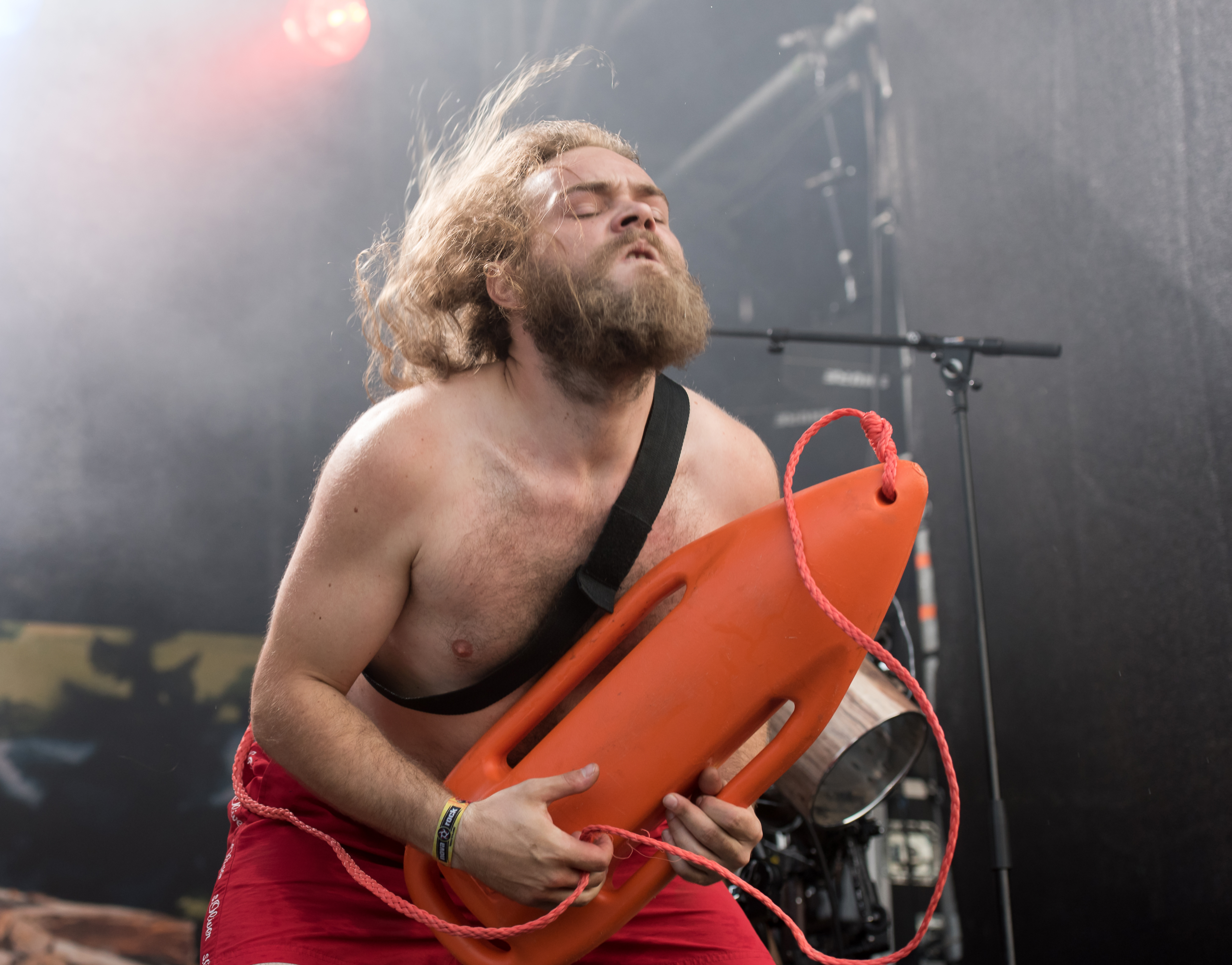
Showman als Mitch Buchannon

## Diskografie

### Alben
- 2013: Flowerfield Melodies (Massacre Records)
- 2016: Tales from the Rock Mass (Alpencore Records / Sony Music)
- 2020: Unfold Your Brain (Alpencore Records / Sony Music)

### EPs
- 2008: Schizophrenia (Eigenveröffentlichung)
- 2010: Fight (Eigenveröffentlichung)

### Singles
- 2014: Jealousy (Eigenveröffentlichung)
- 2016: Triduum Sacrum (Alpencore Records / Sony Music)
- 2016: Perchtenzeit
- 2018: Like a Bomb
- 2018: Sanctuary
- 2020: Follow Me
- 2020: Where Are We Going from Here
- 2023: Jump Around (Metalcover, Originalinterpret: “House Of Pain”)
- 2024: Shifting Away